# WizKids
WizKids ist ein in Seattle ansässiges US-amerikanisches Unternehmen, das sich zuerst einen Namen mit der Produktion und dem Verkauf sammelbarer Miniaturen machte. WizKids wurde 2000 von FASA-Veteran Jordan Weisman gegründet.
Bekannt ist WizKids einerseits für sein patentiertes Clix-System, das in den Systemen Mage Knight, HeroClix und MechWarrior verwendet wurde. Dieses System ermöglicht veränderbare Kampfstatistiken und Fähigkeiten direkt an den Figuren.
2004 startete WizKids eine neue Produktserie mit dem ersten konstruktionsbasierten Strategiespiel Pirates of the Spanish Main.
Andere Produkte von WizKids sind beispielsweise das im Mai 2006 erschienene Sammelkartenspiel Battlestar Galactica, das auf der gleichnamigen Fernsehserie basiert.
WizKids hatte die Rechte an den Rollenspielen Shadowrun und MechWarrior, Lizenznehmer war bis 2007 allerdings Fantasy Productions, welches die Spiele publizierte. Nachdem sich Fantasy Productions aus dem Rollenspiel- und Tabletop-Bereich zurückgezogen hatte, gingen die Lizenzen 2007 an Catalyst Gamelabs. Die Rechte für das Rollenspiel Earthdawn haben jetzt die Unternehmen Living Room Games (Second Edition) und RedBrick Limited (Classic Edition – alternative 2nd Edition) inne.
Die Firma stellte 2008 ihre Aktivitäten vollständig ein, die Marke wurde jedoch 2009 von NECA übernommen.

## Produkte
- Mage Knight (2000–2005)
- Mechwarrior (seit 2002)
- Heroclix (seit 2002)
- Crimson Skies (2003)
- Shadowrun (2003)
- Creepy Freaks (2003)
- Pirates of the Spanish Main (seit 2004)
- MLB Sportsclix (2004–2005)
- Race Day (2005)
- Tsuro (2005)
- Highstakes Drifter (2005)
- Rocketmen (2005–2006)
- Battlestar Galactica CCG (seit 2006)
- Horrorclix (seit 2006)
- Oshi (2007)
- Halo Actionclix (ab 2007)
- Star Wars Pocket Model Trading Card Game (ab 2007)
- Batman: Gotham City Strategy Game,[1] Brettspiel (2013) von Paolo Mori

## Belege
1. ↑  Batman: Gotham City Strategy Game (2013)